# Barbus annectens
Barbus annectens е вид лъчеперка от семейство Шаранови (Cyprinidae). Видът не е застрашен от изчезване.

## Разпространение
Разпространен е в Зимбабве, Свазиленд и Южна Африка (Квазулу-Натал, Лимпопо и Мпумаланга).

## Описание
На дължина достигат до 7,5 cm.